# 대추리평화마을
대추리평화마을은 캠프 험프리스 확장으로 고향을 잃은 팽성읍 대추리 주민들이 노와리에 정착한 마을이다. 정부에서 제정한 공식 명칭은 노와이주단지로 행정리 노와2리의 일부이다. 원래 천안국립축산과학원 부지의 일부였고 현재도 천안 축산자원개발부(성환종축장) 이전 부지 일부가 평택시에 속하여 이 마을에 접해있다.

## 행정리 명칭 문제
노와이주단지를 포함한 행정 구역의 명칭을 대추리로 하기로 정부와 주민들이 약속했지만 기존 노와2리 주민의 반대로 약속이 지켜지지 못해 논란이 되고 있다.

## 같이 보기
- 평택 미군기지 이전 문제